# Thymbra spicata
Thymbra spicata ist eine Pflanzenart aus der Familie der Lippenblütler (Lamiaceae). Sie ist im südöstlichen Mittelmeerraum inklusive des Nahen Osten von Griechenland und Israel bis in den Iran beheimatet.

## Beschreibung

### Erscheinungsbild und Laubblatt
Thymbra spicata ist ein aufrechter, kleiner Strauch mit Wuchshöhen von bis zu 45 Zentimeter. Die aufsteigenden, vierkantigen Zweige besitzen eine manchmal violette bis rötliche mit kurzen, rückwärts gerichteten Trichomen behaarte Rinde. In den Blattachseln stehen Kurztriebe in dichten Büscheln.
Die gegenständigen, einfachen, ganzrandigen, lanzettlichen, sitzenden Laubblätter sind bis 18 Millimeter lang und bis 3 Millimeter breit. Sie sind bei deutlich ausgeprägter Mittelrippe gekielt und reichlich mit kugeligen, rötlichen Drüsen punktiert. Die Blattflächen sind weitgehend kahl, besitzen aber kurze Trichome an der Mittelrippe sowie bewimperte Blattränder.

### Blütenstand, Blüte und Frucht
Die Blütezeit erstreckt sich im Wesentlichen von Mai bis August. Die etwa 40 Millimeter langen und manchmal längeren Blütenstände sind Thyrsen mit gedrängten Scheinquirlen. Sie enthalten laubblattähnliche, manchmal gefärbte Tragblätter und lanzettliche, sehr zugespitzte, bewimperte und im Allgemeinen gefärbte Vorblätter.
Die zwittrigen und zygomorphen Blüten besitzen eine doppelte Blütenhülle. Die fünf lederartig derben, etwa 4,5 bis 6,5 Millimeter langen Kelchblätter sind röhrig verwachsen. Sie weisen im Allgemeinen kugelige, rötliche Drüsen sowie zwei laterale, deutlich behaarte Längsrippen auf. Die Kelchröhre ist etwa im zentralen Bereich zwischen den 2,5 Millimeter langen unteren Kelchlappen und den 1,2 Millimeter langen Kelchzähnen schmäler gestaltet. Die fünf violetten, manchmal auch weißen Kronblätter sind zu einer etwa 12 Millimeter messenden Krone mit der ungeteilten, gekerbten Oberlippe und der dreilappigen Unterlippe verwachsen. Es sind vier über die Krone hinausstehende Staubblätter mit gebogenen Staubfäden vorhanden. Der Griffel endet in einer zweiteiligen Narbe.
Die ellipsoiden Klausen messen 1,2 × 1,5 Millimeter.

### Chromosomenzahl und Inhaltsstoffe
Die Chromosomenzahl beträgt 2n = 30.
Thymbra spicata enthält wie alle Arten der Gattung einen hohen Anteil an ätherischen Ölen aus der aromatischen Stoffgruppe der Phenole.

## Vorkommen
Thymbra spicata ist im südöstlichen Mittelmeerraum und Ländern des Nahen Osten von Griechenland über die Türkei, Israel, Jordanien, Libanon, Syrien und Irak bis zum Iran verbreitet. Diese Art besiedelt kalkhaltige, schiefrig-lehmige, tiefgründige, graue Böden in steinig-felsigen Umgebungen sowie Formationen von Hartlaubvegetationen wie Phrygana und Batha in Höhenlagen bis zu 1400 Meter. Weiters findet man sie in Biotoptypen wie Weiden, Straßenrändern und manchmal auf unbewirtschafteten, ruderalen Kulturflächen. Sie ist mit der Kalabrischen Kiefer, der Gall-Eiche und mit Felsenlippen-Arten – gleichfalls aus der Unterfamilie Nepetoideae – vergesellschaftet anzutreffen.

## Systematik
Thymbra spicata wurde 1753 von Carl von Linné in Species Plantarum, Band 2, Seite 569 erstveröffentlicht. Ein Synonym für Thymbra spicata L. ist Thymbra verticillata L.
Innerhalb der Art unterscheidet man zwei Unterarten:
- Thymbra spicata L. subsp. spicata – das nominotypische Taxon mit Behaarung entweder am ersten Internodium oder an den ersten beiden Internodien der Zweige unterhalb der obersten Blütenwirtel; die Laubblätter sind an der Blattbasis kurz bewimpert; die Tragblätter sind bis etwa zur Mitte des Blattrandes bewimpert und manchmal gefärbt; die Vorblätter sind mit kurzen Haaren dicht bewimpert; der Kelch ist unbehaart. Die Blütezeit liegt zwischen Mai und August, ausnahmsweise im März. Das Verbreitungsgebiet reicht von Griechenland bis zum westlichen Iran.[2]
- Thymbra spicata subsp. intricata (P.H.Davis) R.Morales mit kleineren, an mehreren Internodien behaarten Zweigen; die Laubblätter mit langen Wimpern; die etwas weniger zahlreichen Blütenstände mit im Allgemeinen beiderseits entlang der Mittelrippe warzigen oder kurz behaarten, nicht oder kaum bewimperten und gegen die an der Blattspitze liegenden Blattränder gefärbten Tragblättern; die pfriemlichen Vorblätter sind zur Blattmitte hin mit kurzen Haaren dicht bewimpert und stellenweise mit langen Haaren gegen die Blattspitze hin bewimpert; der Kelch ist oft behaart. Die Blütezeit liegt zwischen Juni und August. Diese Unterart kommt auf Rhodos und in der südwestlichen Türkei vor.[2]